# Drosophila novemaristata
Drosophila novemaristata är en tvåvingeart som beskrevs av Theodosius Dobzhansky och Crodowaldo Pavan 1943. Drosophila novemaristata ingår i släktet Drosophila och familjen daggflugor.
Artens utbredningsområde är Peru.